# إيلاي إركوك
إيلاي إركوك هي ممثلة تركية ولدت في (1 أكتوبر 1993).

## الحياة الفنية
ولدت إيلاي إيركوك في 1 أكتوبر 1993 في إسطنبول.تخرجت من معهد كونسرفتوار جامعة إسطنبول الحكومي.
أخذت دروسًا في التمثيل من المعهد الملكي في اسكتلندا. بعد عودتها من المملكة المتحدة، عملت إيلاي إيركوك كمساعدة للفنان الكوميدي التركي تولجا جيفيك.
ظهرت لأول مرة مع دورها في المسلسل التركي “عندما تنتظر الشمس”. شاركت أيضًا في عدد من المسرحيات.

### أعمالها
- عندما تنتظر الشمس (ديميت) 2013
- العشق عناداً (داملا) 2015
- حب حياتي (سيزين) 2016
- الجوز الصلب 2 (أيسن) 2016
- سيني جيدي سيني (فيلم) 2016
- القبلة الأولى (فيلم) 2017
- العقبى لنا (نور تكينسوي) 2018
- زهره الثالوث (يارين سادوغلو) 2019

## روابط خارجية
إيلاي إركوك على موقع قاعدة بيانات الأفلام على الإنترنت